# Мосс (Норвегия)
Мосс (норв. Moss) — город и коммуна в Норвегии. Население города по данным на 1 января 2013 года составляет 30 988 человек.

## История
Коммуна Мосс была образована 1 января 1838 года. Сельская коммуна Елёй вошла в состав города Мосс 1 июля 1943 года.

## География
Расположен на юго-востоке Норвегии, в 60 км южнее столицы страны, города Осло, на побережье Осло-фьорда. Административно Мосс находится в фюльке Эстфолд.

## Экономика
В Моссе большая гавань, которая дает возможность принимать более 2000 судов из разных частей Норвегии и континента каждый год. Мосс достаточно давно стал индустриальным центром, в настоящее время в нём расположены около 250 промышленных предприятий, включая несколько компаний общенационального значения, такие как Петерсон А. С. (бумага и целлюлоза), Helly Hansen (непромокаемая одежда) и Трио-Винг (замки Винкард).
Став в 1720 году торговым центром, Мосс сохранил это значение до наших дней, обслуживая около 50 тыс. покупателей из города и округа, и даже Осло.

## Достопримечательности
В Моссе находится 4 картинные галереи с собранием норвежской и скандинавской живописи.

## Города-побратимы
- Блёндюоус (исл. Blönduós), Исландия
- Великий Новгород, Россия
- Виргиния-Бич (англ. Virginia Beach), Виргиния, США
- Висмар (нем. Wismar), Германия
- Карлстад (швед. Karlstad), Швеция
- Нокиа (фин. Nokia), Финляндия
- Хорсенс (дат. Horsens), Дания[2]

## Галерея

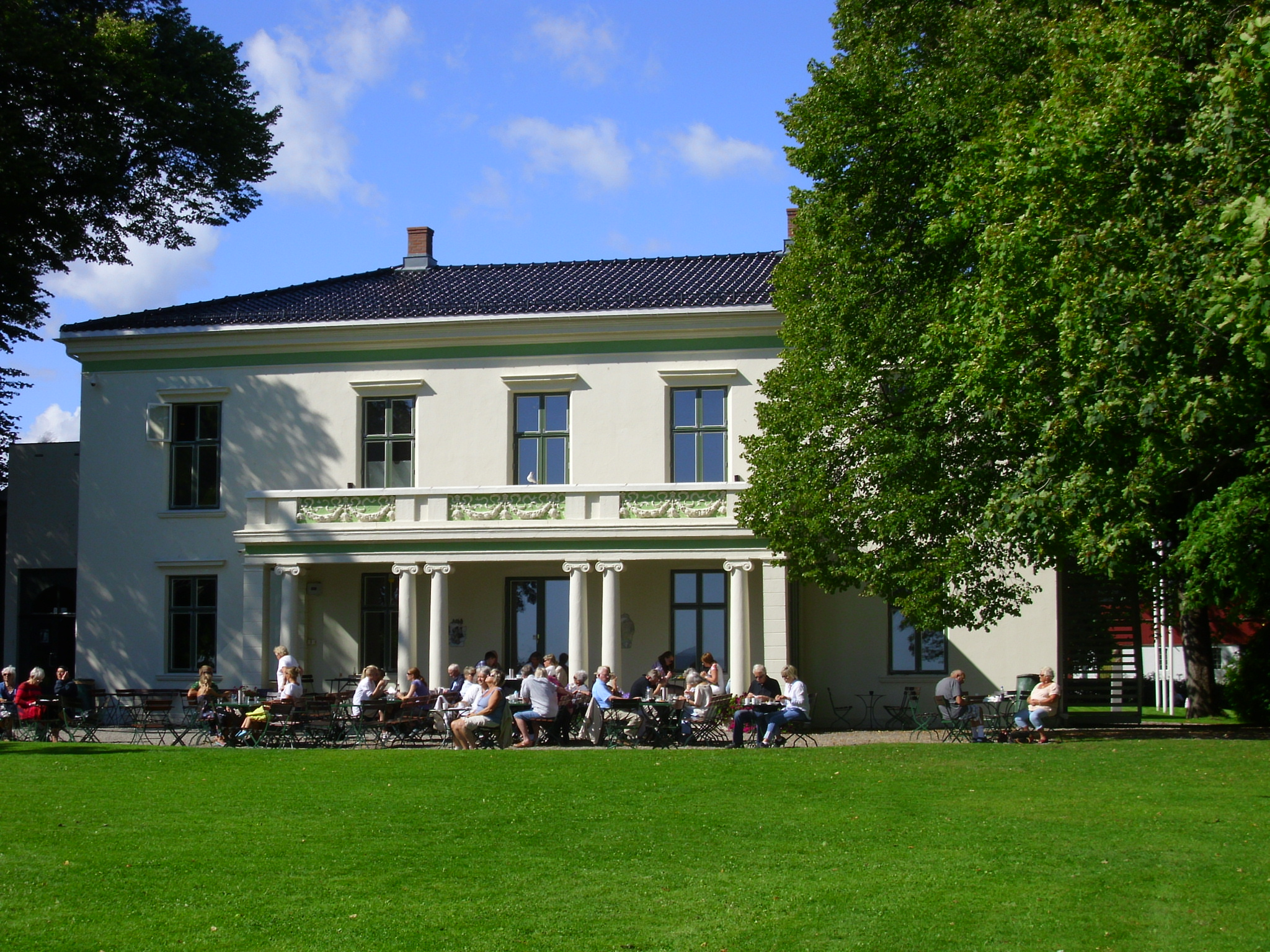
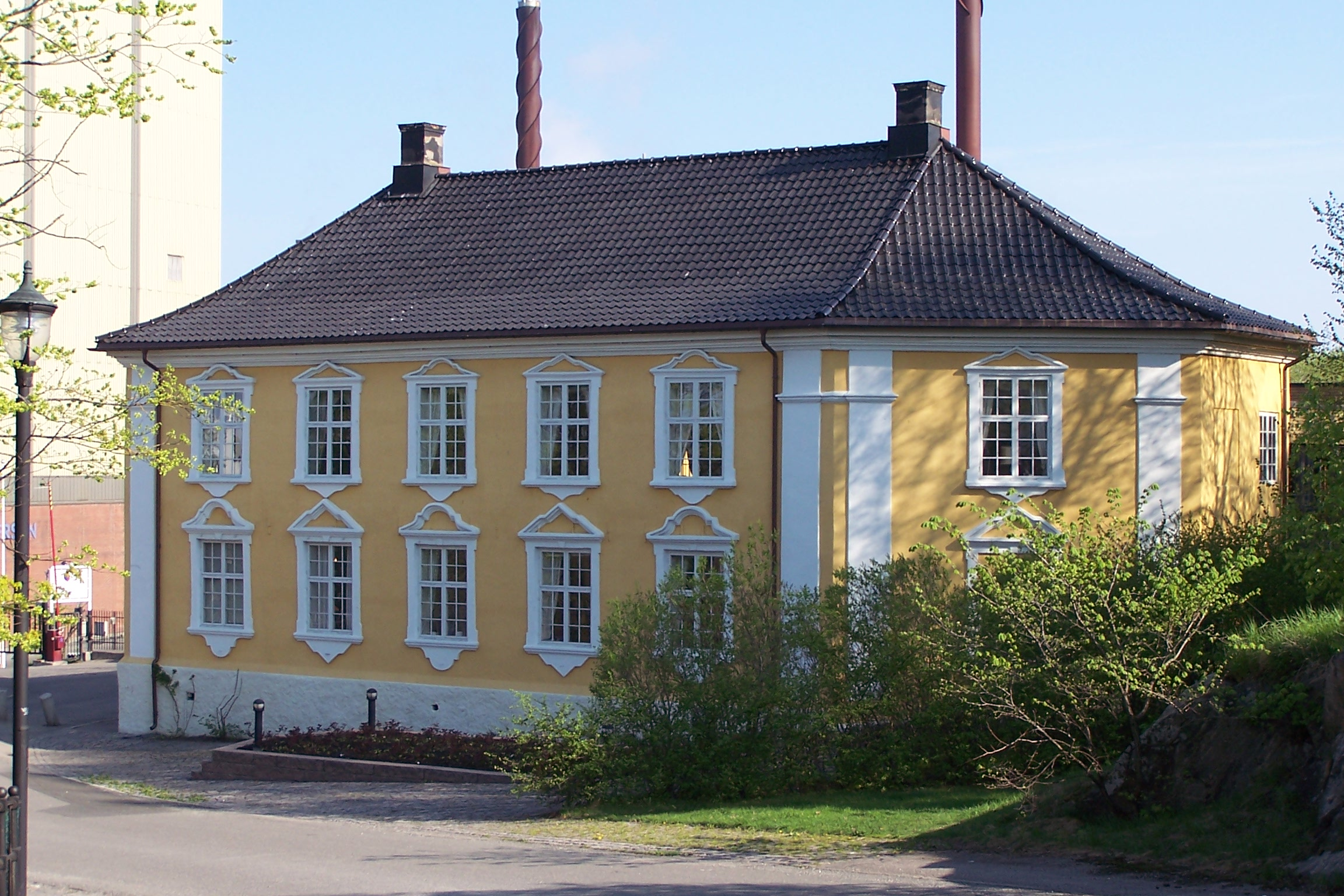